# Rezerwat przyrody Smolnik
Rezerwat przyrody Smolnik – florystyczny rezerwat przyrody w gminie Lasowice Wielkie, w powiecie kluczborskim, w województwie opolskim.

## Położenie
Jest zlokalizowany we wsi Szumirad, której zabudowania otaczają go od strony północno-wschodniej i północno-zachodniej. Obejmuje rozległy staw, powstały przez przegrodzenie groblą rzeki Budkowiczanki oraz przylegający doń od południa fragment kompleksu leśnego. Groblą tą, będącą północno-zachodnią granicą rezerwatu, biegnie droga wojewódzka nr 494 łącząca tu Olesno z Bierdzanami. Rezerwat leży w granicach leśnictwa Szumirad w Nadleśnictwie Olesno, na terenie Obszaru Chronionego Krajobrazu „Lasy Stobrawsko-Turawskie”. W 1988 r. powierzchnia wspomnianego stawu, przy lustrze wody na poziomie 197 m n.p.m., wynosiła 11,88 ha. Obecnie jest z reguły mniejsza ze względu na utrzymywanie niższego stanu wody. Zasilająca zbiornik Budkowiczanka zaliczana jest do najczystszych i najmniej przekształconych przez człowieka cieków wodnych województwa opolskiego.

## Historia
Został powołany Zarządzeniem Ministra Leśnictwa i Przemysłu Drzewnego z 11 lutego 1958 roku (M.P. z 1958 r. nr 25, poz. 149). Rezerwat początkowo zajmował powierzchnię 22,81 ha, był dwukrotnie powiększany – w 2008 i 2014 roku, obecnie jego powierzchnia wynosi 30,17 ha. Obszar rezerwatu podlega ochronie czynnej.

## Flora
Lasy w granicach rezerwatu to zbiorowiska zbliżone do suboceanicznego boru świeżego, śródlądowego boru wilgotnego i kontynentalnego boru bagiennego. Lokalnie, w dolinie Budkowiczanki, występuje tu również zespół olsu.
Na terenie rezerwatu stwierdzono występowanie 301 gatunków roślin naczyniowych, w tym 16 chronionych.
Z chronionych i rzadkich roślin naczyniowych, występujących w rezerwacie, należy wymienić widłaka jałowcowatego, widłaka goździstego, widłaka wrońca (jedyne stanowisko w woj. opolskim), nerecznicę grzebieniastą, mięsożernego pływacza drobnego, rosiczkę okrągłolistną, turzycę nitkowatą, bagno zwyczajne, żurawinę błotną, wawrzynka wilczełyko, kruszynę pospolitą czy kalinę koralową. Szczególną uwagę należy zwrócić na najcenniejszy gatunek, jakim jest tu kotewka orzech wodny.

## Cel powołania rezerwatu
Według aktu powołującego, rezerwat utworzono w celu zachowania ze względów naukowych, dydaktycznych i krajobrazowych stawu ze stanowiskiem orzecha wodnego (Trapa natans) oraz przylegającego lasu o charakterze naturalnym.